# بیلبو بگینز
بیلبو بگینز(به انگلیسی: Bilbo Baggins) یکی از هابیت‌های ساکن شایر در اواخر دوران سوم بود. سفر ماجراجویانهٔ او همراه گندالف و دورف‌ها باعث شد مال و ثروتی فراوان، و همچنین حلقهٔ یگانه سائورون را بدست آورد. در تاریخ سرزمین میانه بیلبو اولین حامل حلقه بود که حلقه را داوطلبانه تسلیم کرد؛ او به درخواست گندالف، حلقه یگانه را به فرودو بگینز داد.
بیل‌بو داستان سفرهایش را ثبت کرد، و وارث وی فرودو آن‌ها را در کتاب سرخ سرحد غربی کامل نموده که این کتاب پایه و اساس هابیت و ارباب حلقه‌ها شد.

## بیلبو در سینما
در ارباب حلقه‌ها (مجموعه فیلم) و هابیت (مجموعه فیلم) نقش بیلبو را ایان هولم ایفا کرد. در سه‌گانه هابیت که نیز نقش جوانی بیلبو را مارتین فریمن ایفا کرد.